# Multitech MPF-III/312
Multitech MPF-III/312 (MPF-III/312) је кућни рачунар, производ фирме Multitech који је почео да се израђује у Тајвану током 1983. године.
Користио је MOS 6502 као централни микропроцесор а РАМ меморија рачунара MPF-III/312 је имала капацитет од 64KB DRAM + 2KB SRAM. 
Као оперативни систем кориштен је DOS 3.3, CP/M (са опционом Z-80 картицом), ProDOS 8 (уз додатке софтвера).

## Детаљни подаци
Детаљнији подаци о рачунару MPF-III/312 су дати у табели испод.
|                       | |
| [ 1 ]                 | |
| Произвођач            | |
| Тип                   | кућни рачунар |
| Меморија              | 64KB DRAM + 2KB SRAM |
| Поријекло             | Тајван |
| Година                | 1983 |
| Тастатура             | 90 тастера, пуни помак, унутрашња проводна гумена мембрана, 12+ функцијских тастера, нумеричка тастатура                |
| Процесор              | 6502 |
| Фреквенција процесора | 1 |
| RAM                   | 64KB DRAM + 2KB SRAM |
| ROM                   | 24 |
| Текст                 | 40 x 24 / 80 x 24 |
| Графика               | 40 x 40-48 (16 col), 280 x 160-192 (6 col), 560 x 160-192 (2 col)                                                       |
| Боја                  | 16 највише |
| Звук                  | 1-битни, Apple II компатибилан + AY-3-8912 Programmable Sound Generator. Унутрашњи звучник + спољни конектор за звучник |
| Димензије             | 21 x 15 x 3 / 1,15 |
| Портови               | |
| Оперативни систем     | (са опционом картицом), 8 (уз додатке софтвера)                                                                         |